# قنبرعلی قنبری
قنبرعلی قنبری (زاده ۲۷ شهریور ۱۳۶۵) کوراش‌کار اهل ایران است.
از افتخارات وی میتوان به کسب مدال طلا وزن ۶۰- کیلوگرم در مسابقات جهانی کوراش ۲۰۱۵ اشاره کرد.